# Скрицька сільська рада
| Скрицька сільська рада — колишній орган місцевого самоврядування у Немирівському районі Вінницької області з адміністративним центром у с. Скрицьке. Сільській раді підпорядковані населені пункти: - с. Скрицьке - с. Шура |

## Склад ради
Рада складається з 12 депутатів та голови.

## Керівний склад сільської ради
| ПІБ                         | Основні відомості                                                  | Дата обрання | Дата звільнення |
| --------------------------- | ------------------------------------------------------------------ | ------------ | --------------- |
| Гульченко Василь Васильович | Сільський голова, 1963 року народження, освіта вища, позапартійний | 01.04.1998   |                 |

Примітка: таблиця складена за даними джерела